# Jekyll & Hyde
Musicalen Jekyll & Hyde baseret på  Robert Louis Stevensons klassiske gyserfortælling om Dr. Jekyll og Mr. Hyde har figureret som musical på den amerikanske musikteaterscene i mange år. 
Det første concept blev lavet af Steve Cudan og Frank Wildhorn, med musik af Wildhorn og tekser af Leslie Bricusse, og startede som en konceptindspilning på LP med Linda Eder som Lucy og Lisa og Colm Wilkinson som Jekyll & Hyde. 
Inden den nationale turné, udsendte man i 1994 konceptindspilningen Jekyll & Hyde, The Gothic Musical Thriller – The Complete Work, med Anthony Warlow som Jekyll & Hyde, Linda Eder som Lucy og Carolee Carmello som Lisa.
Den 28. april, 1997, havde Jekyll & Hyde, The Musical premiere på Broadway i Plymouth Teatre. Rollebesætningen inkluderede Robert Cuccioli som Jekyll and Hyde, Linda Eder igen som Lucy og Christiane Noll som Emma. Showet kørte med 1.543 forestillinger, indtil det lukkede d. 7. januar, 2001.
Jekyll & Hyde, The Musical er den længst kørende forestilling i Plymouth Teatre
På nuværende tidspunkt arbejdes der på en filmversion af musicalen Jekyll & Hyde", produceret af Frank Wildhorn og med manuskript af Leslie Bricusse. 

## Handling
London, 1888. Videskabsmanden Dr. Henry Jekyll forarger det etablerede samfund med sin ambition om at splitte det menneskelige sind i godt og ondt. Efter at have fået afslag om forsøg på mennesker fra hospitalsledelsen, tager han sagen i egen hånd og bruger sit nyudviklede medikament på sig selv. Det får katastrofale følger da Jekyll udvikler et dyrisk og brutalt alter ego: Edward Hyde. Hyde er alt det som Jekyll ikke er, og Jekylls ambition om at bryde med den konventionelle videnskab hindrer ham i at sætte en stopper for Hydes natlige eskapader. Jekylls forhold til hans forlovede Emma bliver for alvor sat på en prøve, da hans dyriske alter ego lader sig fascinere af den prostituerede Lucy.
Alt sammen fører til død og ødelæggelse, en rejse ind i skyggesiderne af det menneskelige sind der gemmer sig bag facaden.

## Danske opsætninger
- Herning Kongrescenter (2003)
- Silkeborg Musikhus (2007)
- Teatret Gorgerne i Portalen, Greve Teater- og Musikhus (2007)
- Borreby Teater (2012)
- Det Ny Teater (2016)
- Fjordagerscenen (2018)
- Herlev Revy og Teater (2019)

## Sangoversigt (The Complete Work 1994)

### 1. akt
- Prologue
- I Need To Know
- Facade
- Bitch, Bitch, Bitch
- The Engagement Party
- Possessed
- Take Me As I Am
- Lisa Carew
- Board Of Governors
- Bring On The Men
- Lucy Meets Jekyll
- How Can I Continue On?
- This Is The Moment
- Transformation
- Lucy Meets Hyde
- Alive
- Streak Of Madness
- His Work And Nothing More
- Sympathy-Tenderness
- Someone Like You

### 2. akt
- Mass
- Murder, Murder
- Letting Go
- Reflections
- In His Eyes
- The World Has Gone Insane
- The Girls Of The Night
- No One Knows Who I Am
- It's A Dangerous Game
- Once Upon A Dream (Lisa)
- No One Must Ever Know
- A New Life
- Once Upon A Dream (Jekyll)
- Confrontation
- The Wedding Reception

## Sangoversigt (Original Broadway Cast 1997)

### 1. akt
- Prologue
- Lost In The Darkness
- Facade
- Pursue The Truth
- Facade Reprise 1
- Emma's Reasons
- I Must Go On
- Take Me As I Am
- Letting Go
- Facade Reprise 2
- No One Knows Who I Am
- Good And Evil
- Now There Is No Choice
- This Is The Moment
- Transformation
- Alive
- Your Work And Nothing More
- Sympathy, Tenderness
- Someone Like You
- Alive Reprise

### 2. akt
- Murder, Murder
- Once Upon A Dream
- Obsession
- In His Eyes
- Dangerous Game
- Facade Reprise 3
- The Way Back
- A New Life
- Confrontation
- Facade Reprise 4
- Finale

## Ekstern henvisning
- Officiel hjemmeside til Jekyll & Hyde, The Musical Arkiveret 5. april 2013 hos  Wayback Machine